# Paul Martinez
Paul Frank Martinez (Casablanca, Marrocos, 06 de outubro de 1947 — 11 de fevereiro de 2024) foi um músico e compositor britânico de sessão, mais conhecido por seu trabalho com Robert Plant, Jackie Edwards, Dave Edmunds, George Harrison, Maggie Bell, Peter Gabriel, entre outros. Em 13 de julho de 1985, quando Page, Plant, e Jones se reuniram para o concerto do Live Aid no JFK Stadium, Filadélfia, Paul tocou baixo ao lado dos bateristas Tony Thompson e Phil Collins. Paul Martinez tocou baixo no único álbum lançado por Paice Ashton Lord, 'Malice in Wonderland'.

## Discografia
Com Bernard Purdie
- Soul Is... Pretty Purdie (Flying Dutchman, 1972)

Com Paice Ashton Lord
- Malice in Wonderland (1972)

Com Robert Plant
- Shaken 'n' Stirred (1985)